# Gustave De Budt
 (janvier 2019).
Gustave De Budt, né le 2 janvier 1883 à Lille et mort le 1er décembre 1967 à Haisnes, est un montreur de marionnettes français.

## Biographie
Né le 2 janvier 1883 à Lille, Gustave De Budt participe dès son plus jeune âge aux spectacles donnés par son père Louis De Budt. En 1895, il le suit ainsi rue Philippe de Comines à Lille, puis, en 1896, associés à des forains et équipé d'un théâtre ambulant, part sur les routes pour jouer à Arras, Saint-Omer, Boulogne... tout en faisant vivre la « comédie » lilloise.
D'autres tentatives ont lieu à Moulins-Lille puis à Wattignies à « L'Arbrisseau » où Louis et Gustave, pour subsister sont marchand de charbon. Les représentations n'ont lieu que le dimanche, le public se faisant plus rare car attiré par les cinémas qui se sont implantés au centre de Lille. Puis, son père, trop âgé, se retire. Gustave De Budt s'installe alors à Emmerin et y donne des représentations jusqu'en 1926. Il vit ensuite à Faches-Thumesnil où il reprend un café. Durant la Seconde Guerre mondiale, il joue pour des enfants de prisonniers. Son fils Valentin l'aide tout en jouant de l'orgue de barbarie.
Durant cette période Gustave De Budt publie un recueil de chansons et de poèmes pour la Résistance.
C'est à Sailly-Labourse qu'a lieu, en 1949, son dernier spectacle à l'occasion d'un « Arbre de Noël » pour des enfants de mineurs.
Le 6 mars 1952 il cède son théâtre au Musée des Arts et Traditions populaires.
Il meurt à Haisnes-lez-la-Bassée, au 24 bis, cité des Jardins, le 1er décembre 1967.